# Кубок Азии по футболу 2025 (до 17 лет)
Кубок Азии по футболу 2025 (до 17 лет) — 20-й розыгрыш турнира (включая предыдущие турниры под названиями Чемпионат Азии среди молодёжи до 16 и 17 лет). Турнир проводится раз в два года Азиатской футбольной конфедерацией (АФК) среди мужских сборных команд до 17 лет.
24 мая 2024 года АФК объявила хозяйкой турнира Саудовскую Аравию.
Всего в соревновании примут участие 16 команд. Четыре лучшие команды турнира получат путёвки на чемпионат мира по футболу до 17 лет 2025 года, который пройдёт в Катаре в качестве представителей AFC, помимо самого Катара, который автоматически квалифицировался как хозяин турнира.
Чемпионский титул защищает Япония.

## Квалификация
Отборочные матчи прошли с 19 по 27 октября 2024 года.

### Квалифицировались в финальный турнир
Всего 16 команд, включая хозяев турнира Саудовскую Аравию, квалифицировались в финальную часть соревнования.
| Команда           | Отобралась как               | Участие | Лучший результат                 |
| ----------------- | ---------------------------- | ------- | -------------------------------- |
| Саудовская Аравия | Хозяин                       | 12-е    | Чемпион (1985, 1988)             |
| КНДР              | Победитель группы A          | 12-е    | Чемпион (2010, 2014)             |
| Афганистан        | Победитель группы B          | 3-е     | Групповой этап (2018, 2023)      |
| Республика Корея  | Победитель группы C          | 16-е    | Чемпион (1986, 2002)             |
| Таиланд           | Победитель группы D          | 13-е    | Чемпион (1998)                   |
| Узбекистан        | Победитель группы E          | 11-е    | Чемпион (2012)                   |
| Япония            | Победитель группы F          | 17-е    | Чемпион (1994, 2006, 2018, 2023) |
| Австралия         | Победитель группы G          | 8-е     | Полуфинал (2010, 2014, 2018)     |
| ОАЭ               | Победитель группы H          | 8-е     | Финалист (1990)                  |
| Йемен             | Победитель группы I          | 8-е     | Финалист (2002)                  |
| Таджикистан       | Победитель группы J          | 5-е     | Финалист (2018)                  |
| Китай             | 1-й среди лучших вторых мест | 16-е    | Чемпион (1992, 2004)             |
| Вьетнам           | 2-й среди лучших вторых мест | 9-е     | Четвёртое место (2000)           |
| Индонезия         | 3-й среди лучших вторых мест | 7-е     | Четвёртое место (1990)           |
| Иран              | 4-й среди лучших вторых мест | 13-е    | Чемпион (2008)                   |
| Оман              | 5-й среди лучших вторых мест | 11-е    | Чемпион (1996, 2000)             |

## Стадионы
Будет определено позднее.

## Жеребьёвка и посев команд
Жеребьёвка финального турнира состоится позже. 16 команд будут распределены по четырём группам по четыре команды, причём посев команд будет основан на их результатах в Кубке Азии до 17 лет 2023 года и отборочном турнире. Хозяева турнира, Саудовская Аравия, автоматически получат позицию A1 при жеребьёвке.
| Корзина 1                                                      | Корзина 2                    | Корзина 3                            | Корзина 4               |
| -------------------------------------------------------------- | ---------------------------- | ------------------------------------ | ----------------------- |
| Саудовская Аравия (хозяева) Япония Республика Корея Узбекистан | Иран Йемен Австралия Таиланд | Афганистан Таджикистан Китай Вьетнам | Индонезия Оман ОАЭ КНДР |